# Mikroregion Vilhena

Mikroregion Vilhena

Mikroregion Vilhena – mikroregion w brazylijskim stanie Rondônia należący do mezoregionu Leste Rondoniense. Ma powierzchnię 26.540,4 km²

## Gminy
- Chupinguaia
- Parecis
- Pimenta Bueno
- Primavera de Rondônia
- São Felipe d'Oeste
- Vilhena